# Liste von Persönlichkeiten der Stadt Helsinki
Die folgende Liste enthält Personen, die in Helsinki geboren wurden, sowie solche, die dort zeitweise lebten, jeweils chronologisch aufgelistet nach dem Geburtsjahr. Die Liste erhebt keinen Anspruch auf Vollständigkeit.

## In Helsinki geborene Persönlichkeiten

### 18. und 19. Jahrhundert

#### Bis 1860
- Peter Forsskål (1732–1763), schwedisch-finnischer Naturkundler und Orientalist
- Franz Christian Löflund (1755–1827), Buchhändler und Verleger
- Arvid Adolf Etholén (1799–1876), russischer Marineoffizier und Forschungsreisender
- Johan Hampus Furuhjelm (1821–1909), russischer Vizeadmiral
- Hampus Dalström (1829–1882), Architekt
- August Holmström (1829–1903), Goldschmiedemeister
- Werner Holmberg (1830–1860), Maler
- Adolf von Becker (1831–1909), Maler und Kunstlehrer
- Adolf Erik Nordenskiöld (1832–1901), Polarforscher, Kartograph und Reiseschriftsteller
- Hugo Gyldén (1841–1896), schwedischer Astronom
- Alexander Schäffer (1844–1890), deutscher Ingenieur
- Martin Wegelius (1846–1906), schwedischer Gewichtheber
- Klas Richard Sievers (1852–1931), Arzt und Archiater
- Maria Wiik (1853–1928), Malerin
- Robert Kajanus (1856–1933), Dirigent und Komponist
- Helena Westermarck (1857–1938), Malerin und Autorin

#### 1861 bis 1880
- Helene Schjerfbeck (1862–1946), finnlandschwedische Malerin
- Edvard Westermarck (1862–1939), Philosoph, Soziologe und Ethnologe
- Kaarle Krohn (1863–1933), Folklorist
- Natalia Nordman (1863–1914), russische Schriftstellerin
- Jakob Johannes Sederholm (1863–1934), Petrologe
- Venny Soldan-Brofeldt (1863–1945), finnlandschwedische Malerin und Illustratorin
- Karl Fazer (1866–1932), Bäcker, Konditor, Chocolatier und Unternehmer
- Wolfgang Andreas Reuter (1866–1947), deutscher Ingenieur und Unternehmer
- Ilmari Krohn (1867–1960), Musikwissenschaftler und Komponist
- Emil Lindh (1867–1937), Segler
- Nikolai Iwanowitsch Kulbin (1868–1917), russischer Militärarzt, Maler, Grafiker, Kunsttheoretiker, Musiktheoretiker und Mäzen
- Oskar Merikanto (1868–1924), Komponist
- Ernst Leonard Lindelöf (1870–1946), Mathematiker
- Harald Lindberg (1871–1963), Botaniker
- Aino Sibelius (1871–1969), Ehefrau des finnischen Komponisten Jean Sibelius
- Pekka Ervast (1875–1934), Autor
- Anni Swan (1875–1958), Schriftstellerin
- Aino Ackté (1876–1944), Sopranistin
- Alexander Luther (1877–1970), Zoologe und Entwicklungsbiologe
- Robert Waldemar Huber (1878–1946), Sportschütze
- Gunnar Landtman (1878–1940), Ethnologe, Philosoph, Soziologe und Anthropologe
- Karl Rudolf Walden (1878–1946), General und Politiker

#### 1881 bis 1890
- Gunnar Nordström (1881–1923), theoretischer Physiker
- Väinö Tanner (1881–1966), Politiker
- Walter Jakobsson (1882–1957), Eiskunstläufer
- John Henriksson (1883–1948), Schwimmer
- Mauritz Stiller (1883–1928), russisch-schwedischer Regisseur und Drehbuchautor
- Karl H. Wiik (1883–1946), Politiker
- Henrik Hildén (1884–1932), finnlandschwedischer Schriftsteller und Literaturwissenschaftler
- Hugo Jonsson (1884–1949), Schwimmer
- Lennart Lindroos (1886–1921), Schwimmer
- Eino Railio (1886–1970), Turner
- Henrik Ramsay (1886–1951), Chemiker, Wirtschaftsmanager und Politiker
- Gunnar Björling (1887–1960), finnlandschwedischer Lyriker
- Sigrid Fick (1887–1979), schwedische Tennisspielerin
- Erkki Karu (1887–1935), Filmregisseur und -produzent
- Arvi Pohjanpää (1887–1959), Turner
- Eino Saastamoinen (1887–1946), Turner
- Eric Tigerstedt (1887–1925), Erfinder
- Kai Donner (1888–1935), Sprachwissenschaftler, Ethnologe und Politiker
- Åke Gartz (1888–1974), Politiker, Minister und Diplomat
- Juho Halme (1888–1918), Leichtathlet, Olympiateilnehmer
- Karl Lund (1888–1942), Turner
- Gustaf Molander (1888–1973), schwedischer Regisseur und Drehbuchautor
- Eino Forsström (1889–1961), Turner
- Johan Helo (1889–1966), Linkspolitiker
- Carolus Lindberg (1889–1955), Architekt
- Julius Skutnabb (1889–1965), Eisschnellläufer
- Axel Erik Heinrichs (1890–1965), Offizier
- Hedwig von Rohden (1890–1987), deutsche Turnlehrerin, Turntheoretikerin und Mitbegründerin der anthroposophischen Siedlung Loheland bei Fulda in Hessen
- Armas Taipale (1890–1976), Diskuswerfer
- Lauri Tanner (1890–1950), Turner

#### 1891 bis 1900
- Aili-Salli Ahde-Kjäldman (1892–1979), Architektin und Designerin
- Konrad Huber (1892–1960), Sportschütze, Medaillengewinner bei Olympischen Spielen und Weltmeisterschaften
- Yrjö Kilpinen (1892–1959), Komponist
- Olof Molander (1892–1966), schwedischer Film- und Theaterregisseur, Schauspieler sowie Theaterleiter
- Hugo Österman (1892–1975), General
- Hjalmar Siilasvuo (1892–1947), Offizier
- Kaarlo Vähämäki (1892–1984), Turner
- Aarre Merikanto (1893–1958), Komponist
- Clas Thunberg (1893–1973), Eisschnellläufer
- Veli Verkko (1893–1955), Soziologe und Kriminologe
- Aino Aalto (1894–1949), Architektin und Designerin
- Tuure Nieminen (1894–1968), Skispringer
- Salme Setälä (1894–1980), Architektin
- Väinö Auer (1895–1981), Geologe und Geograph
- Sascha Jacobsen (1895–1972), US-amerikanischer Geiger und Musikpädagoge
- Pekka Johansson (1895–1983), Speerwerfer
- Artturi Ilmari Virtanen (1895–1973), Biochemiker
- Elmer Diktonius (1896–1961), finnlandschwedischer Schriftsteller
- Yrjö Leino (1897–1961), kommunistischer Politiker
- Simon Parmet (1897–1969), Dirigent und Komponist
- Toivo Wiherheimo (1898–1970), Politiker
- Ragnar Granit (1900–1991), finnisch-schwedischer Neurophysiologe und Nobelpreisträger

### 20. Jahrhundert

#### 1901 bis 1910
- Irja Browallius (1901–1968), schwedische Schriftstellerin
- Edvard Vesterlund (1901–1982), Ringer
- Georg Malmstén (1902–1981), Sänger, Musiker, Komponist, Orchesterleiter und Schauspieler
- Nils-Gustav Hahl (1904–1941), Kunsthistoriker und Unternehmer
- Marcus Nikkanen (1904–1985), Eiskunstläufer, der im Einzellauf startete
- Hjalmar Nyström (1904–1960), Ringer
- Adolf Ehrnrooth (1905–2004), Infanteriegeneral
- Aulis Koponen (1906–1978), Fußballspieler
- Jorma Nortimo (1906–1958), Schauspieler und Regisseur
- Lars Valerian Ahlfors (1907–1996), finnisch-US-amerikanischer Mathematiker
- Birger Carlstedt (1907–1975), Maler, Pionier der modernen Kunst in Finnland
- Lisa Johansson-Pape (1907–1989), Designerin
- Börje Backström (1908–1999), Offizier
- Ossi Blomqvist (1908–1955), Eisschnellläufer
- Mika Waltari (1908–1979), Schriftsteller
- Holger Fransman (1909–1997), Hornist
- Carl-Adam Nycop (1909–2006), finnisch-schwedischer Journalist, Chefredakteur und Autor
- Olavi Pesonen (1909–1993), Komponist
- Abraham Tokazier (1909–1976), Sprinter
- Lauri Valonen (1909–1982), Skispringer und Nordischer Kombinierer
- Ossi Aalto (1910–2009), Jazz-Schlagzeuger und Orchesterleiter
- Eero Böök (1910–1990), Schachmeister
- Gunnar Höckert (1910–1940), Leichtathlet
- Birger Johansson (1910–1940), Kanute

#### 1911 bis 1920
- Gunnar Bärlund (1911–1982), Amateur- und Profiboxer
- Åke Ekman (1912–1965), Eisschnellläufer
- Tauno Marttinen (1912–2008), Komponist
- Erik Blomberg (1913–1996), Kameramann, Filmproduzent, Drehbuchautor und Regisseur
- Reino Helismaa (1913–1965), Texter, Coupletsänger und Filmschauspieler
- Aarre Simonen (1913–1977), Politiker
- Tove Jansson (1914–2001), finnlandschwedische Schriftstellerin, Zeichnerin, Comicautorin, Graphikerin, Illustratorin und Malerin
- Aatos Lehtonen (1914–2005), Fußball-, Bandy-, Handball- und Basketballspieler und Fußballtrainer
- Olavi Rove (1915–1966), Turner
- Herman Fredrik Zeiner-Gundersen (1915–2002), norwegischer General des Heeres, Oberbefehlshaber der norwegischen Streitkräfte, Vorsitzender des NATO-Militärausschusses
- Erkki Aro (1916–1993), Orientierungsläufer
- Osmo Kaila (1916–1991), Schachspieler und -komponist
- Georg Henrik von Wright (1916–2003), Philosoph und Logiker
- George Gaynes (1917–2016), US-amerikanischer Schauspieler
- Väinö Leskinen (1917–1972), Politiker
- Vilho Niitemaa (1917–1991), Historiker
- Kaarle Ojanen (1918–2009), Schachspieler
- Tauno Pylkkänen (1918–1980), Komponist
- Kim Borg (1919–2000), Opernsänger
- Kurt Wires (1919–1992), Kanute
- Patrick Bruun (1920–2007), Althistoriker und Numismatiker
- Carin Bryggman (1920–1993), Innenarchitektin, Möbeldesignerin
- Olavi Linnonmaa (1920–1995), Radrennfahrer
- Heikki Suolahti (1920–1936), Komponist

#### 1921 bis 1930

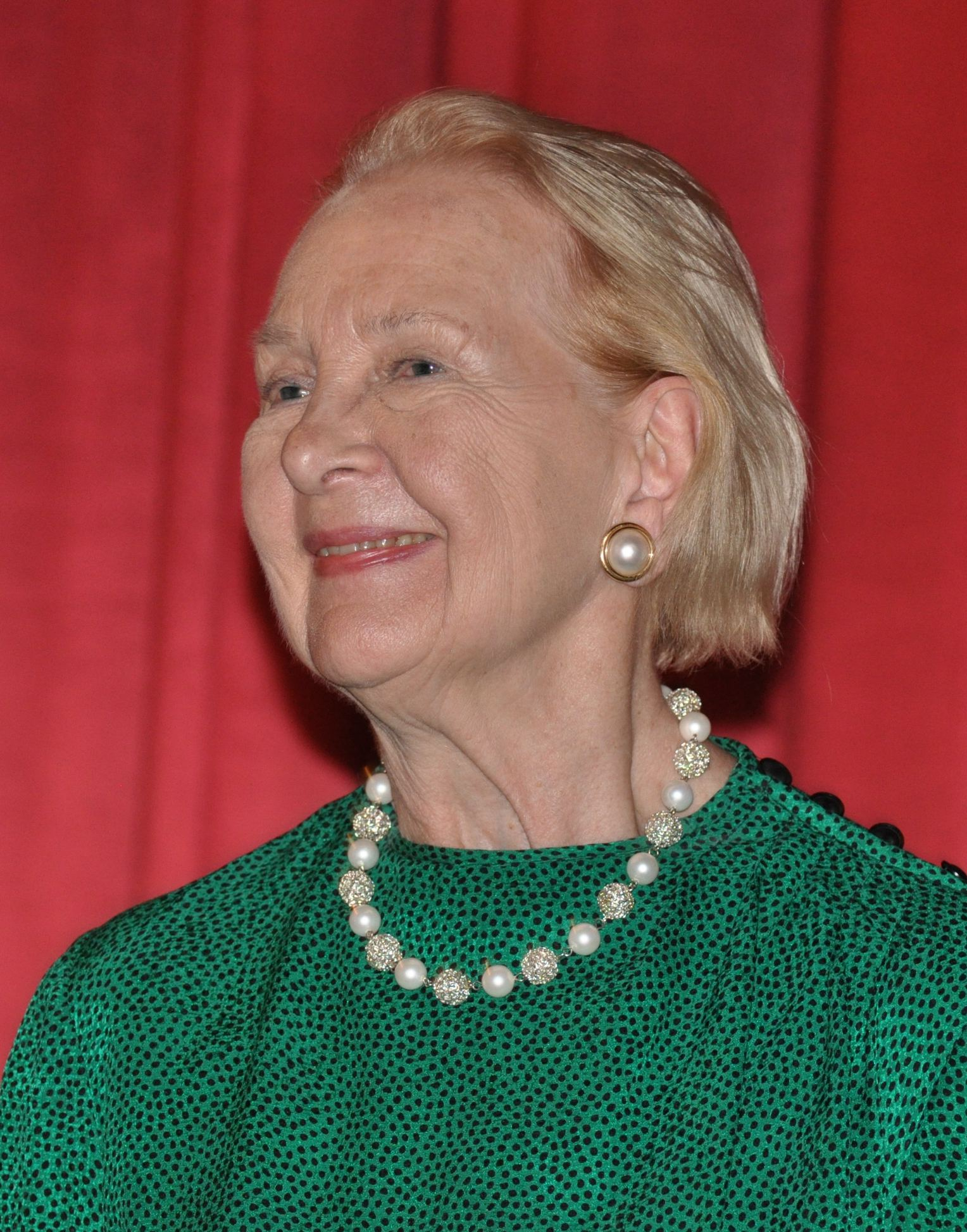
Taina Elg
(1930–2025)

- Laci Boldemann (1921–1969), Komponist
- Willy Kyrklund (1921–2009), finnisch-schwedischer Schriftsteller
- Samuel Lehtonen (1921–2010), Bischof der Evangelisch-Lutherischen Kirche Finnlands
- Oskar Hansen (1922–2005), polnischer Architekt, Stadtplaner und Autor
- Harry Siljander (1922–2010), Boxer
- Viveca Serlachius (1923–1993), schwedische Schauspielerin
- Reino Hiltunen (1924–2021), Leichtathlet
- Olavi Rinteenpää (1924–2022), Hindernisläufer
- Holger Thesleff (1924–2023), Altphilologe und Philosophiehistoriker
- Erik Allardt (1925–2020), Soziologe
- Hans Evers (1925–1999), deutscher Verwaltungsbeamter und Politiker
- Olli Lehto (1925–2020), Mathematiker
- Arne Nevanlinna (1925–2016), Architekt, Hochschullehrer und Schriftsteller
- Bo Carpelan (1926–2011), finnlandschwedischer Schriftsteller, Literaturkritiker und Übersetzer
- Eino Kalpala (1926–2022), Skirennläufer und Rallyebeifahrer
- Yrjö Hietanen (1927–2011), Kanute
- Mikko Laaksonen (1927–2006), Jurist und Politiker
- Rolf Back (1928–2009), Leichtathlet
- Keijo Komppa (1928–2009), Schauspieler und Regisseur
- Åke Lindman (1928–2009), Fußballspieler, Regisseur und Schauspieler
- Einojuhani Rautavaara (1928–2016), Komponist
- Boris Rung (1928–2003), Komponist
- Helge Törn (1928–2022), Radrennfahrer
- Paavo Berglund (1929–2012), Dirigent
- Kristian Gullichsen (1929–2021), Architekt
- Sebastian Lybeck (1929–2020), finnlandschwedischer Schriftsteller
- Taina Elg (1930–2025), finnisch-US-amerikanische Tänzerin und Schauspielerin
- Burkard Krug (1930–2006), evangelischer Theologieprofessor

#### 1931 bis 1940

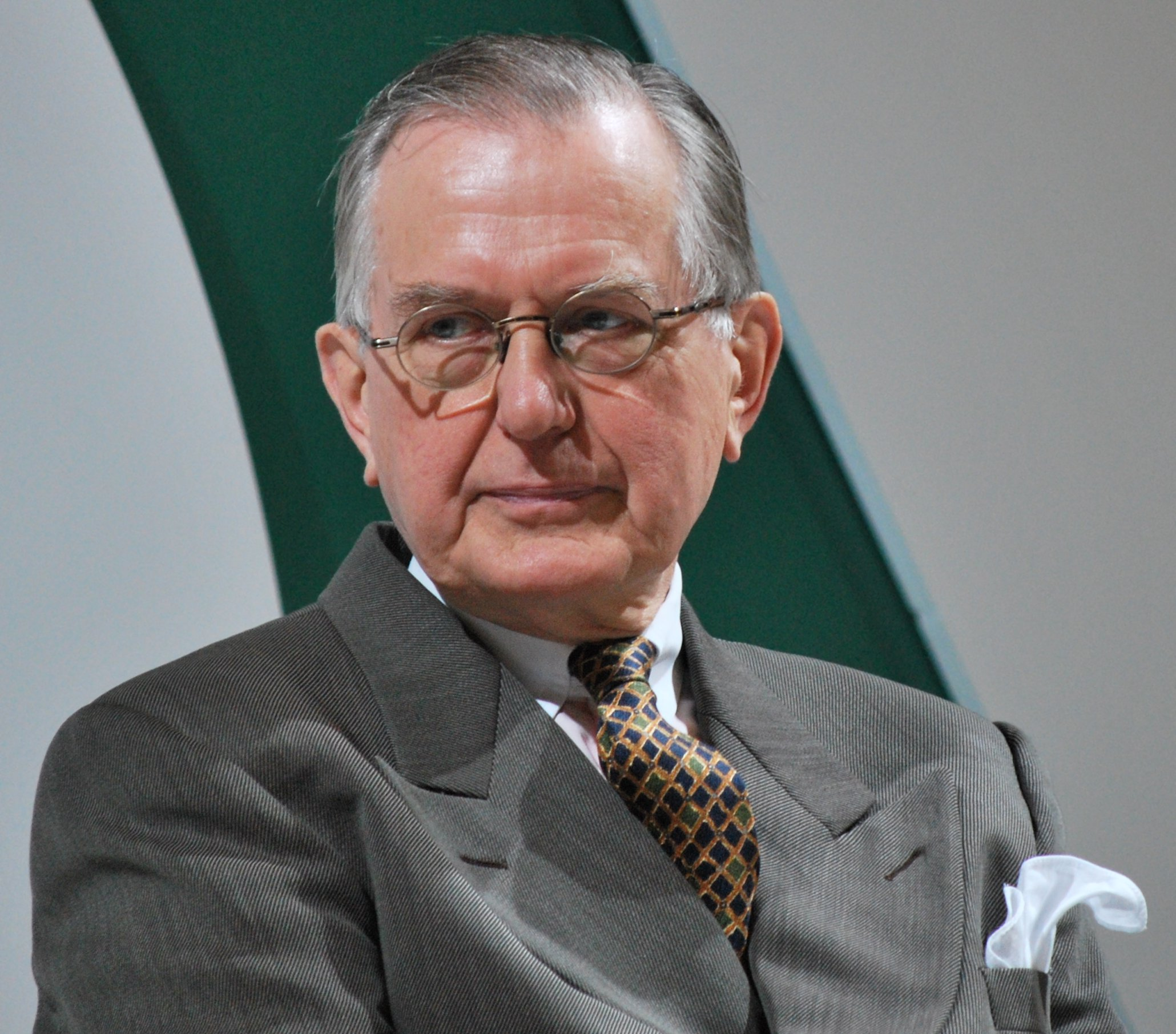
Matti Klinge
(1936–2023)

- Stig Brattström (* 1931), schwedischer Diplomat
- Paavo Haavikko (1931–2008), Schriftsteller
- Brita Koivunen (1931–2014), Jazz- und Schlagersängerin
- Martti Lehtevä (1931–2022), Boxer
- Antero Markelin (1931–2005), Architekt und Hochschullehrer
- Eero Aarnio (* 1932), Innen- und Möbeldesigner
- Matti Hamberg (* 1932), Eisschnellläufer
- Pentti Linkola (1932–2020), Umweltschützer, Tiefenökologe, Amateurbiologe und Fischer
- Juhani Salmenkylä (1932–2022), Orientierungsläufer und Basketballspieler
- Jörn Donner (1933–2020), Schriftsteller, Filmregisseur, Schauspieler, Filmproduzent und Politiker
- Veikko Litzen (1933–2011), Kulturhistoriker und Archivar
- Anselm Hollo (1934–2013), Dichter und literarischer Übersetzer
- Kalevi Kärkinen (1934–2004), Skispringer
- Anneli Klemetti (1934–2020), Schwimmerin
- Tom Gunnar Krause (1934–2013), Opern- und Liedersänger
- Heidi Krohn (* 1934), Schauspielerin
- Lasse Mårtenson (1934–2016), Jazzsänger und Pianist
- Kaija Menger, geborene Kymlander (1934–2013), Sprachwissenschaftlerin und Kulturaustauschfunktionärin
- Peter Lahdenpera (1935–2019), US-amerikanischer Skilangläufer und Biathlet
- Elisabeth Rehn (* 1935), Politikerin
- Märta Tikkanen (* 1935), finnlandschwedische Schriftstellerin und Philosophie-Lehrerin
- Matti Klinge (1936–2023), Historiker und Hochschullehrer
- Juha Ilmari Leiviskä (1936–2023), Architekt
- Virpi Niemelä (1936–2006), finnisch-argentinische Astronomin und Hochschullehrerin
- Bengt Ahlfors (* 1937), finnlandschwedischer Autor, Regisseur, Dramatiker und Komponist
- Claes Andersson (1937–2019), finnlandschwedischer Schriftsteller, Arzt, Politiker und Jazzmusiker
- Anders Cleve (1937–1985), schwedischsprachiger finnischer Schriftsteller
- Paavo Heininen (1938–2022), Komponist, Pianist und Hochschullehrer
- Daniel Katz (* 1938), Schriftsteller
- Matti Konttinen (1938–2013), Jazzmusiker, Musikjournalist und Musikkritiker
- Timo Mäkinen (1938–2017), Rallyefahrer (Fliegender Finne des Rallyesports)
- Rose-Marie Precht (1938–2000), Schauspielerin
- Kai Simons (* 1938), Mediziner und Biochemiker
- Pertti Paasio (1939–2020), Politiker
- Heikki Sarmanto (* 1939), Jazzpianist und -komponist
- Sirkka Turkka (1939–2021), Schriftstellerin, Dichterin und Tierpflegerin
- Lill Lindfors (* 1940), finnlandschwedische Sängerin und TV-Moderatorin
- Tove Skutnabb-Kangas (1940–2023), Linguistin und Pädagogin

#### 1941 bis 1950

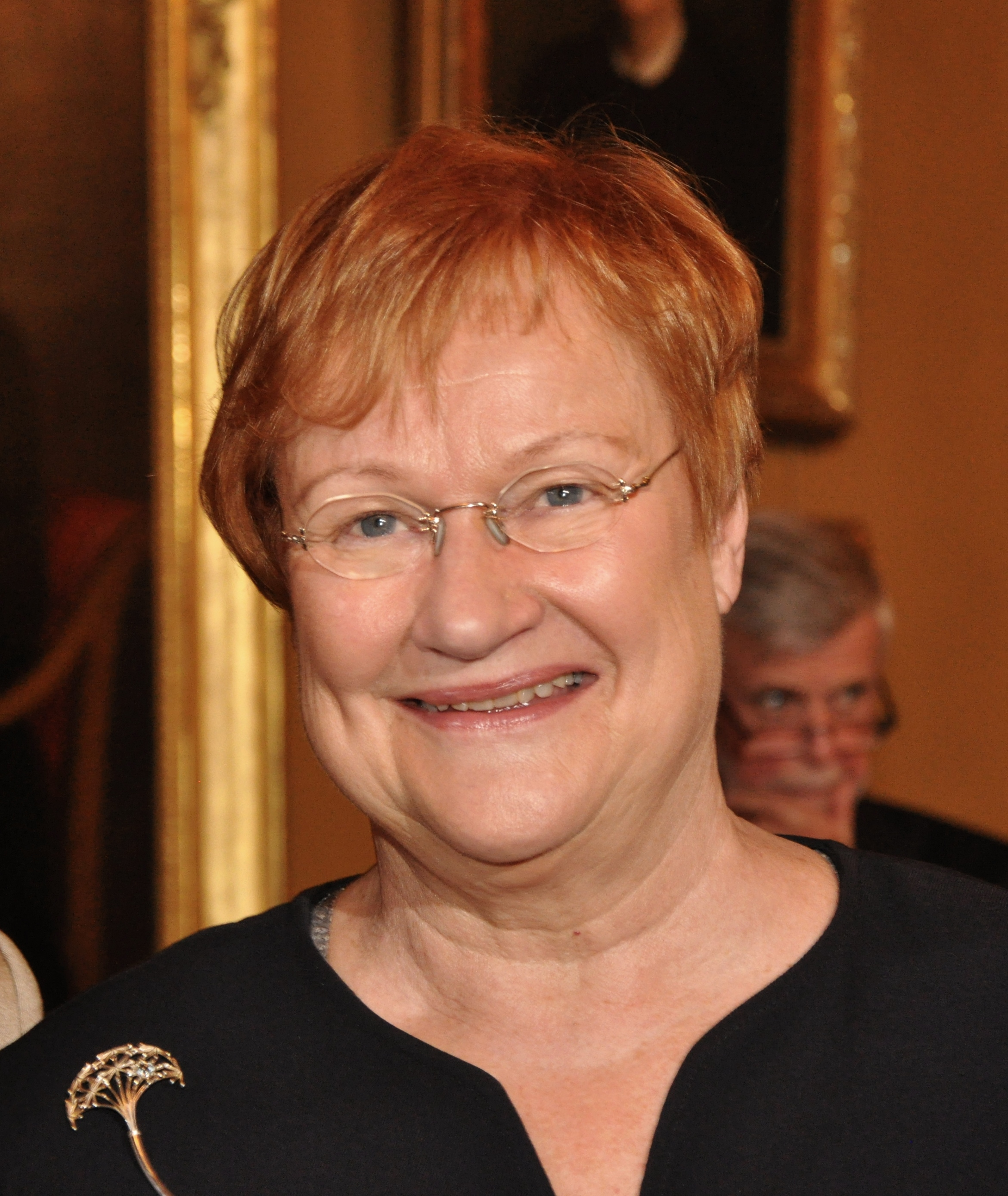
Tarja Halonen
(* 1943)

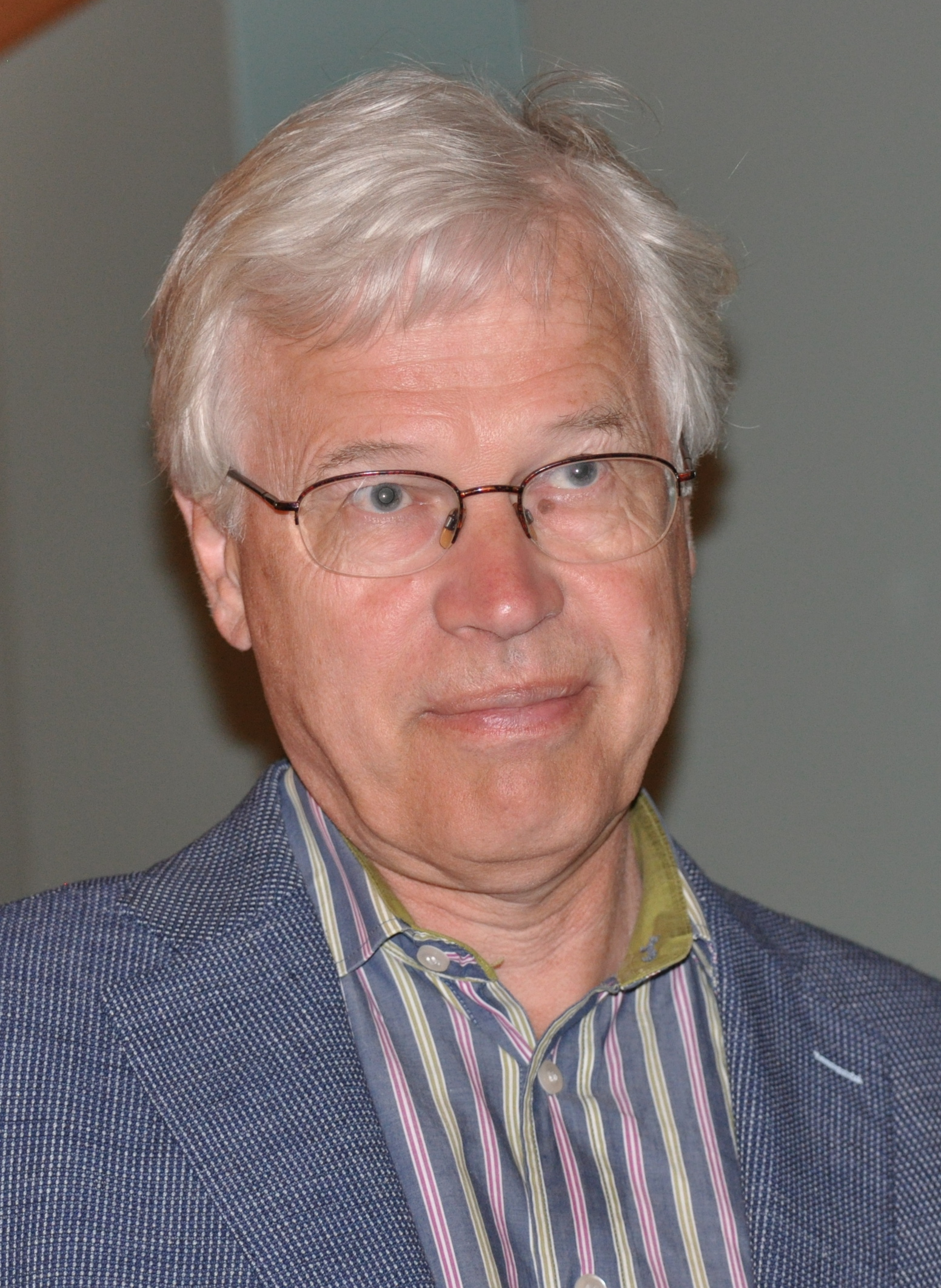
Bengt Holmström
(* 1949)

- Yrjö Edelmann (1941–2016), schwedischer Künstler, Maler und Illustrator
- Risto Kala (1941–2021), Basketballspieler und Mediziner
- Kaija Mustonen (* 1941), Eisschnellläuferin
- Erkki Salmenhaara (1941–2002), Komponist und Musikwissenschaftler
- Pekka Soini (1941–2004), finnisch-peruanischer Zoologe
- Carola Standertskjöld (1941–1997), Pop-, Schlager- und Jazz-Sängerin
- Hannu Taina (1941–2025), Designer, Grafiker, Illustrator und Autor
- Jukka Kuoppamäki (* 1942), Liedermacher und Priester
- Pertti Purhonen (1942–2011), Boxer
- Matti Aura (1943–2011), Politiker
- Johan Bargum (* 1943), finnlandschwedischer Schriftsteller und Regisseur
- Tarja Cronberg (* 1943), Politikerin
- Tarja Halonen (* 1943), Staatsoberhaupt von Finnland
- Tuula Nyman (1943–2014), Schauspielerin
- Anna-Leena Siikala (1943–2016), Anthropologin, Schamanismusforscherin
- Rainer Stenius (1943–2014), Weitspringer
- Irma Urrila (* 1943), Opernsängerin
- Ann Christine (eigentlich Ann-Christine Nyström; 1944–2022), Schlagersängerin
- Lennart Koskinen (* 1944), schwedischer lutherischer Bischof
- Seija Simola (1944–2017), Sängerin
- Jarkko Tapola (* 1944), Sprinter
- Heikki Westerinen (* 1944), Schachspieler
- Pentti Airikkala (1945–2009), Rallyefahrer
- Hans Laine (1945–1970), Automobilrennfahrer
- Vesa-Matti Loiri (1945–2022), Schauspieler, Musiker und Kabarettist
- Merete Mazzarella (* 1945), finnlandschwedische Schriftstellerin und Literaturwissenschaftlerin
- Heikki Nousiainen (* 1945), Schauspieler
- Eila Pyrhönen (* 1945), Schwimmerin
- Marion Rung (* 1945), Schlagersängerin
- Pekka Sarmanto (* 1945), Jazzbassist
- Kim Weber (1945–2022), Segler
- Okko Kamu (* 1946), Dirigent
- Juha Siira (1946–2021), Regattasegler
- Marie-Louise von Bergmann-Winberg (* 1946), Professorin für Staatswissenschaft
- Longin von Klin (1946–2014), russisch-orthodoxer Erzbischof
- Eero Koivistoinen (* 1946), Jazz-Saxophonist, Komponist, Arrangeur und Bandleader
- Reino Laine (* 1946), Jazzschlagzeuger und Abgeordneter
- Henrik Lax (* 1946), Politiker
- Topi Mattila (* 1946), Skispringer
- René Nyberg (* 1946), Diplomat, Botschafter
- Barbro Owens-Kirkpatrick (* 1946), US-amerikanische Diplomatin
- Marika Tandefelt (* 1946), Linguistin, emeritierte Hochschullehrerin und Autorin
- Erkki Tuomioja (* 1946), Politiker
- Annika Idström (1947–2011), Schriftstellerin und Dramaturgin
- Leena Krohn (* 1947), Schriftstellerin
- Leo Linkovesi (1947–2006), Eisschnellläufer
- Arto Nilsson (1948–2019), Boxer
- Marja Packalén (* 1948), Schauspielerin
- Heikki Riihiranta (* 1948), Eishockeyspieler und -funktionär
- Yanti Somer (* 1948), Schauspielerin
- Heikki Toivanen (1948–2006), Opernsänger
- Pekka Vasala (* 1948), Leichtathlet
- Juhani Boström (* 1949), Eishockeyspieler
- Bengt Holmström (* 1949), Professor für Wirtschaftswissenschaften
- Rea Mauranen (* 1949), Schauspielerin
- Matti Murto (1949–2013), Eishockeyspieler
- Jorma Siitarinen (* 1949), Eishockeyspieler und -trainer
- Riitta Salin (* 1950), Leichtathletin
- Eva Sigg (* 1950), Schwimmerin

#### 1951 bis 1960
- Markku Alén (* 1951), Rallyefahrer
- Jolin Boldt (1951–2023), finnisch-schwedische Journalistin und Debatteurin
- Satu Hassi (* 1951), Politikerin
- Seppo Honkapohja (* 1951), Ökonom
- Kyra Kyrklund (* 1951), Dressurreiterin und Trainerin
- Matti Pellonpää (1951–1995), Schauspieler
- Henry Saleva (* 1951), Eishockeyspieler
- Timo Salonen (* 1951), Rallyefahrer
- Osmo Soininvaara (* 1951), Politiker
- Erik T. Tawaststjerna (* 1951), Pianist und Professor
- Yrjö Hakanen (* 1952), kommunistischer Politiker
- Heikki Kanninen (* 1952), Jurist
- Pekka Pohjola (1952–2008), Multi-Instrumentalist, Komponist, Jazz- und Rockmusiker
- Matti Rantanen (* 1952), Akkordeonist
- Kaija Saariaho (1952–2023), Komponistin
- Riki Sorsa (1952–2016), Pop- und Rocksänger
- Jukka Tolonen (* 1952), Jazz-Gitarrist
- Ben Furman (* 1953), Psychiater und Psychotherapeut
- Timo Kojo (* 1953), Sänger
- Harri Nykänen (1953–2023), Schriftsteller
- Thomas Wulff (* 1953), finnlandschwedischer Schriftsteller und Lyriker
- Olli Jalonen (* 1954), Schriftsteller
- Carita Holmström (* 1954), Pianistin, Sängerin und Komponistin
- Matti Raekallio (* 1954), Pianist
- Martin Scheinin (* 1954), Professor für Staats- und Völkerrecht
- Matti Hagman (1955–2016), Eishockeyspieler
- Jone Takamäki (1955–2025), Jazzsaxophonist und Schauspieler
- Sakari Kuosmanen (* 1956), Schauspieler und Musiker
- Markku Peltola (1956–2007), Schauspieler und Musiker
- Hannu Raittila (* 1956), Schriftsteller und Kolumnist
- Simo Salminen (1956–2014), Jazztrompeter
- Atik Ismail (* 1957), Fußballspieler
- Hannu Kamppuri (* 1957), Eishockeytorhüter
- J. Karjalainen (* 1957), Musiker
- Henrik Dettmann (* 1958), Basketballtrainer
- Pekka Haavisto (* 1958), Politiker
- Magnus Lindberg (* 1958), Komponist
- Annika Luther (* 1958), finnlandschwedische Schriftstellerin
- Hanna Nohynek (* 1958), Chefärztin beim staatlichen „Institut für Gesundheit und Wohlfahrt“ (THL)
- Esko Rechardt (* 1958), Segler
- Esa-Pekka Salonen (* 1958), Dirigent und Komponist
- Robert Enckell (* 1959), Schauspieler
- Arto Härkönen (* 1959), Speerwerfer
- Harri Hedgren (* 1959), Radrennfahrer
- Silvo Lahtela (* 1959), deutscher Schriftsteller und Schachspieler
- Kari Sallinen (* 1959), Orientierungsläufer
- Klaus Suonsaari (* 1959), Jazzschlagzeuger
- Kari Väänänen (* 1959), Schauspieler
- Anne Åkerblom (* 1960), Judoka
- Ulla Kaasinen (* 1960), Fußballspielerin und -trainerin
- Jari Kurri (* 1960), Eishockeyspieler
- Harri Toivonen (* 1960), Autorennfahrer
- Jukkis Uotila (* 1960), Jazzschlagzeuger

#### 1961 bis 1970

##### 1961
- Timo Blomqvist (* 1961), Eishockeyspieler
- Monika Fagerholm (* 1961), finnlandschwedische Autorin
- Tiina Lillak (* 1961), Leichtathletin
- Sebastian Lindholm (* 1961), Rallyefahrer
- Kati Outinen (* 1961), Schauspielerin
- Tomi Poikolainen (* 1961), Bogenschütze
- Jari Rantanen (* 1961), Fußballspieler und -trainer
- Pasi Rautiainen (* 1961), Fußballspieler
- Lenita Toivakka (* 1961), Politikerin
- Kjell Westö (* 1961), Schriftsteller

##### 1962
- Jari Europaeus (* 1962), Fußballspieler und -trainer
- Timo Harakka (* 1962), Politiker (SDP)
- Outi Mäenpää (* 1962), Schauspielerin
- Michael Monroe (* 1962), Rockmusiker
- Seppo Räty (* 1962), Leichtathlet
- Antti Rinne (* 1962), Gewerkschafter und Politiker
- Michael Widenius (* 1962), Softwareentwickler

##### 1963
- Sixten Boström (* 1963), Fußballspieler und -trainer
- Tony Halme (1963–2010), Politiker, Wrestler und Profiboxer
- Harri Hänninen (* 1963), Langstreckenläufer
- Stina Rautelin (1963–2023), finnlandschwedische Schauspielerin
- Simo Saarinen (* 1963), Eishockeyspieler
- Mika Vainio (1963–2017), Musiker

##### 1964
- Anne-Catherine Berner (* 1964), Politikerin
- Johan von Koskull (1964–2021), Regattasegler
- Annika Mannström (* 1964), finnlandschwedische Autorin und Segelsportlerin
- Antti Sarpila (* 1964), Jazzmusiker

##### 1965
- Tuija Brax (* 1965), Politikerin
- Iiro Järvi (* 1965), Eishockeyspieler
- Sakari Oramo (* 1965), Dirigent
- Petri Penttinen (* 1965), Freestyle-Skier
- Susanna Rahkamo (* 1965), Eiskunstläuferin
- Olli Saarela (* 1965), Filmregisseur und Drehbuchautor
- Ute Schmiedel (* 1965), deutsche Biologin
- Johanna af Schultén (* 1965), Schauspielerin
- Esa Tikkanen (* 1965), Eishockeyspieler und -trainer
- Alexander West (* 1965), schwedischer Unternehmer und Autorennfahrer

##### 1966
- Jyrki Järvi (* 1966), Segler
- Timo Järvinen (* 1966), Eisschnellläufer
- Téa Karvinen (* 1966), Skeletonpilotin
- Petri Kekki (* 1966), Schachspieler
- Petri Kokko (* 1966), Eiskunstläufer
- Jari Korpisalo (* 1966), Eishockeyspieler

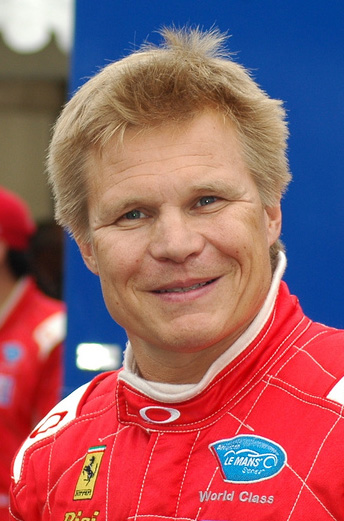
Mika Salo
(* 1966)

- Timo Lehkonen (* 1966), Eishockeytorhüter
- Bettina Lemström (* 1966), Regattaseglerin
- Mika Salo (* 1966), Autorennfahrer
- Anu Sinisalo (* 1966), Schauspielerin

##### 1967
- Kärtsy Hatakka (* 1967), Musiker
- Markus Ketterer (* 1967), Eishockeytorhüter
- Olli Mustonen (* 1967), Pianist, Dirigent und Komponist
- Mixu Paatelainen (* 1967), Fußballspieler und -trainer
- Mika Väyrynen (* 1967), Akkordeon-Virtuose

##### 1968
- Mika Hietanen (* 1968), Radrennfahrer
- Pontus Jäntti (* 1968), Badmintonspieler
- Tuomo Karila (* 1968), Ringer
- Toni Korkeakunnas (* 1968), Fußballtrainer
- Karoliina Lundahl (* 1968), Politikerin
- Leena Meri (* 1968), Politikerin
- Alexander Stubb (* 1968), Politiker
- Jyrki Tujunen (* 1968), Radrennfahrer

##### 1969
- Jyri Aalto (* 1969), Badmintonspieler
- Thomas Johanson (* 1969), Segler
- Santeri Kinnunen (* 1969), Schauspieler
- Valentin Kononen (* 1969), Leichtathlet
- Sabira Ståhlberg (* 1969), Wissenschaftlerin, Schriftstellerin und Übersetzerin
- Ari Sulander (* 1969), finnisch-schweizerischer Eishockeytorhüter
- Reetta Toivanen (* 1969), Ethnologin und Hochschullehrerin
- Linus Torvalds (* 1969), finnisch-US-amerikanischer Programmierer und Initiator des Kernels Linux

##### 1970
- Roope Latvala (* 1970), Musiker
- Jussi Niinistö (* 1970), Politiker
- Iiro Rantala (* 1970), Pianist und Komponist
- Teemu Selänne (* 1970), Eishockeyspieler
- Mika Strömberg (* 1970), Eishockeyspieler
- Sofia Torvalds (* 1970), finnlandschwedische Schriftstellerin und Journalistin

#### 1971 bis 1980

##### 1971
- Hanna Kokko (* 1971), theoretische Biologin
- Robert Liljequist (* 1971), Badmintonspieler
- Björn Monnberg (* 1971), Handballspieler
- Pekka Päivärinta (* 1971), Motorradrennfahrer

##### 1972
- Elina Brotherus (* 1972), Fotografin und Videokünstlerin
- Mika Immonen (* 1972), Poolbillardspieler
- Sanni Orasmaa (* 1972), Jazzmusikerin und Schauspielerin
- Kristo Salminen (* 1972), Schauspieler
- Réka Szilvay (* 1972), finnisch-ungarische Geigerin
- Henrika Tandefelt (* 1972), Historikerin, Hochschullehrerin und Autorin
- Sami Yli-Sirniö (* 1972), Musiker
- Juha Ylönen (* 1972), Eishockeyspieler

##### 1973
- Kalle Kalima (* 1973), Jazz-Gitarrist
- Kirsikka Saari (* 1973), Drehbuchautorin und Journalistin
- Anni Sinnemäki (* 1973), Politikerin
- Pamela Slotte (* 1973), finnlandschwedische Religions- und Rechtswissenschaftlerin und Hochschullehrerin an der Åbo Akademi
- Maija Vilkkumaa (* 1973), Sängerin, Komponistin und Dichterin

##### 1974
- Timo Lassy (1974), Jazzmusiker
- Juha Lind (* 1974), Eishockeyspieler
- Pekka Niemelä (* 1974), Skispringer
- Aki Parviainen (* 1974), Speerwerfer
- Anu Penttinen (* 1974), Glaskünstlerin und Designerin
- Ville Tiihonen (* 1974), Schauspieler

##### 1975
- Vera Jordanova (* 1975), Schauspielerin und Fotomodell
- Markus Juva (* 1975), Poolbillardspieler
- Jere Karalahti (* 1975), Eishockeyspieler
- Kimmo Kuhta (* 1975), Eishockeyspieler
- Iiro Seppänen (* 1975), Basejumper, Schauspieler, Regisseur und Produzent
- Petra Vaarakallio (* 1975), Eishockeyspielerin
- Ilkka Villi (* 1975), Schauspieler

##### 1976
- Samu Haber (* 1976), Musiker
- Laura Horelli (* 1976), Künstlerin
- Mikko Lindström (* 1976), Gitarrist
- Anne Mäkinen (* 1976), Fußballspielerin
- Hanno Möttölä (* 1976), Basketballspieler
- Peppe Öhman (* 1976), finnlandschwedische Schriftstellerin
- Tomi Räisänen (* 1976), Komponist
- Aki Riihilahti (* 1976), Fußballspieler
- Emma Salokoski (* 1976), Sängerin, Komponistin und Songschreiberin
- Sami Uotila (* 1976), Skirennläufer
- Ville Valo (* 1976), Rockmusiker, Sänger und Songwriter

##### 1977
- Katharina Kaali (* 1977), finnisch-deutsche Schauspielerin
- Satu Kunnas (* 1977), Fußballspielerin
- Lauri Lassila (* 1976), Freestyle-Skier
- Minna Mustonen (* 1977), Fußballspielerin
- Anu Nieminen (* 1977), Badmintonspielerin
- Verneri Pohjola (* 1977), Jazztrompeter
- Juuso Riksman (* 1977), Eishockeytorhüter

##### 1978
- Niklas Bäckström (* 1978), Eishockeytorhüter
- Susanna Majuri (1978–2020), Fotografin
- Jaakko Suomalainen (* 1978), Eishockeytorhüter
- Stig (* 1978), Musiker

##### 1979
- Toni Dahlman (* 1979), Eishockeyspieler
- Juha Kaunismäki (* 1979), Eishockeyspieler
- Olli Ohtonen (* 1979), Skilangläufer
- Tommi Santala (* 1979), Eishockeyspieler
- Antti Siirala (* 1979), Pianist
- Peter Slavov junior (* 1979), bulgarisch-amerikanischer Jazzmusiker
- Mikko Strömberg (* 1979), Eishockeytorhüter
- Olli Tuominen (* 1979), Squashspieler
- Lauri Ylönen (* 1979), Sänger

##### 1980
- Patrik Antonius (* 1980), Pokerspieler
- Arthur Franck (* 1980), Filmregisseur und Produzent
- Matias Loppi (* 1980), Eishockeyspieler
- Siiri Nordin (* 1980), Rock- und Popmusikerin
- Tuomas Oskari (* 1980), Politik-, Wirtschaftsjournalist und Buchautor
- Jasper Pääkkönen (* 1980), Schauspieler
- Sami Ryhänen (* 1980), Eishockeyspieler

#### 1981 bis 1990
- Laura Birn (* 1981), Schauspielerin
- Jani Rita (* 1981), Eishockeyspieler
- Elsa Saisio (* 1981), Schauspielerin
- Elina Valtonen (* 1981), Politikerin
- Joonas Vihko (* 1981), Eishockeyspieler
- Kim Hirschovits (* 1982), Eishockeyspieler
- E. L. Karhu (* 1982), Dramatikerin

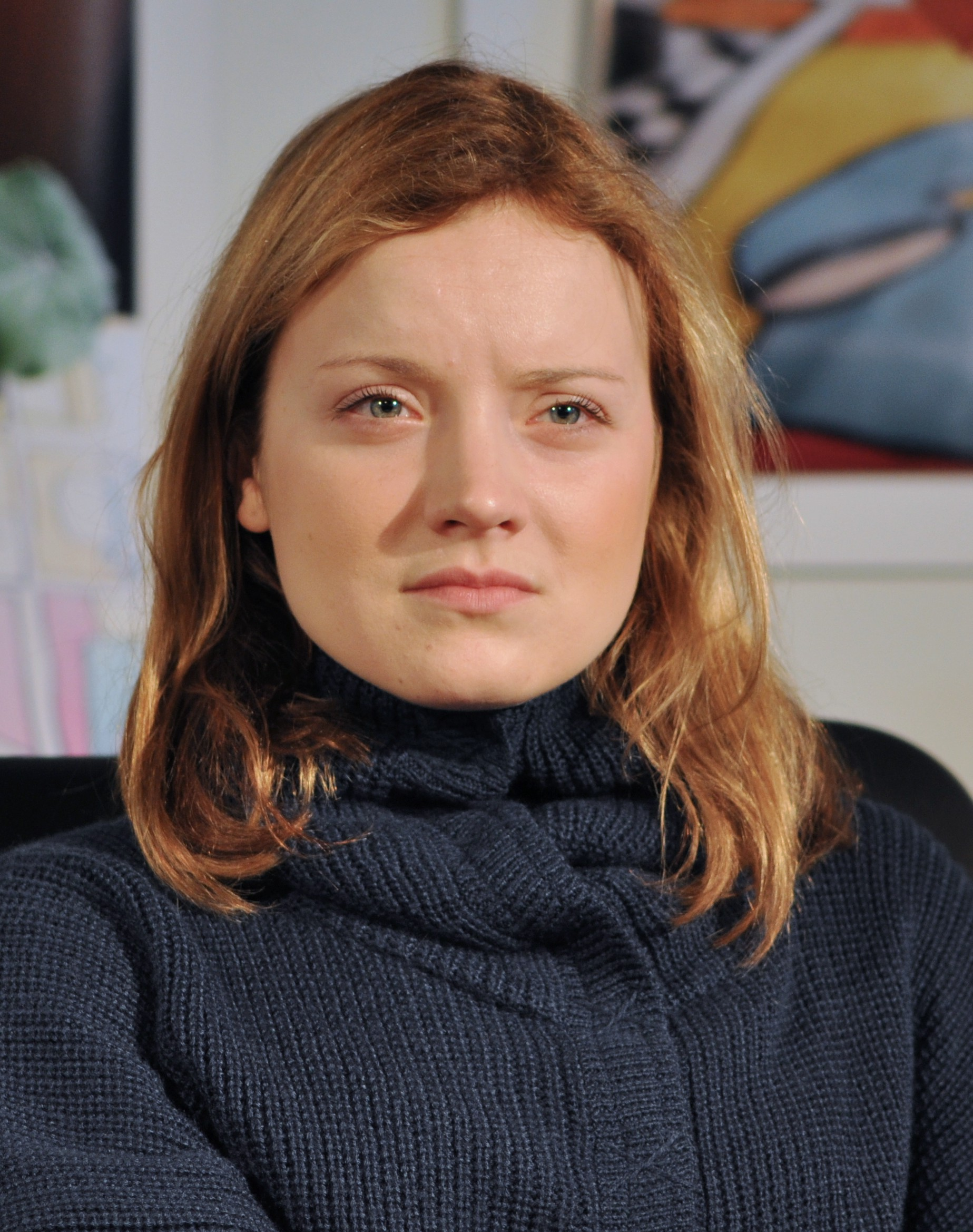
Elena Leeve
(* 1983)

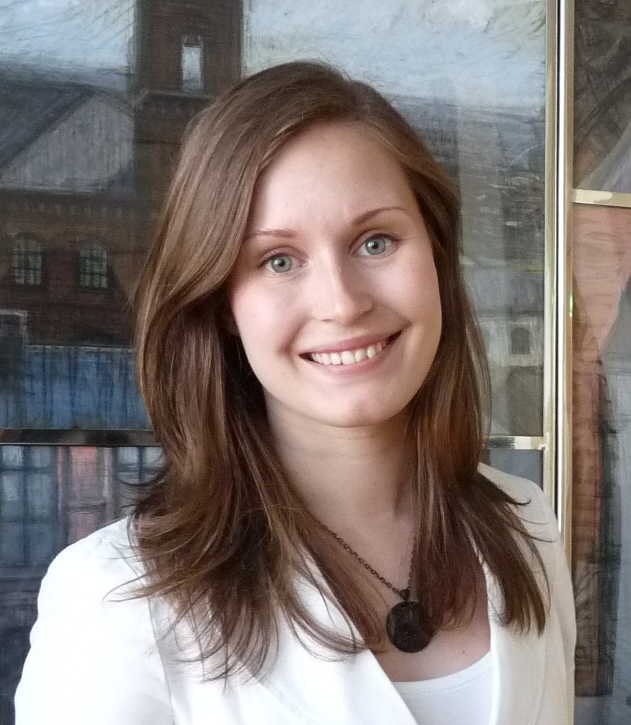
Sanna Marin
(* 1985)

- Mai Kivelä (* 1982), Politikerin und Aktivistin
- Teemu Laine (* 1982), Eishockeyspieler
- Tiina Saario (* 1982), Fußballspielerin
- Heikki Sorsa (* 1982), Snowboarder
- Pihla Viitala (* 1982), Schauspielerin
- Toni Koskela (* 1983), Fußballspieler und -trainer
- Elena Leeve (* 1983), Schauspielerin
- Kari Lehtonen (* 1983), Eishockeytorhüter
- Miikka Lommi (* 1983), Filmproduzent
- Tomi Mäki (* 1983), Eishockeyspieler
- Petri Oravainen (* 1983), Fußballspieler
- Hannu Pikkarainen (* 1983), Eishockeyspieler
- Mika Poutala (* 1983), Eisschnellläufer
- Olavi Uusivirta (* 1983), Musiker und Schauspieler
- Sean Bergenheim (* 1984), Eishockeyspieler
- Kreeta Salminen (* 1984), Schauspielerin
- Petra Gargano (* 1985), Musikerin
- Tero Konttinen (* 1985), Eishockeyspieler
- Silja Lehtinen (* 1985), Seglerin
- Sanna Marin (* 1985), Politikerin
- Maria Ohisalo (* 1985), Politikerin
- Emmi Parviainen (* 1985), Schauspielerin
- Matias Strandvall (* 1985), Skilangläufer
- Nalle Hukkataival (* 1986), Kletterer
- Michaela von Kügelgen (* 1986), Schriftstellerin und Bloggerin
- Essi Sainio (* 1986), Fußballspielerin
- Andreas af Enehielm (* 1987), finnlandschwedischer Schauspieler
- Jonas Enlund (* 1987), Eishockeyspieler
- Jori Lehterä (* 1987), Eishockeyspieler
- Niko Hovinen (* 1988), Eishockeytorwart
- Petteri Koponen (* 1988), Basketballspieler
- Kupla (* 1988), Musiker, Musikproduzent und Sounddesigner
- Ville Lajunen (* 1988), Eishockeyspieler
- Jimi Santala (* 1988), Eishockeyspieler
- Harri Heliövaara (* 1989), Tennisspieler
- Jens Kyllönen (* 1989), Pokerspieler
- Amadeus Lundberg (* 1989), Sänger
- Annina Rajahuhta (* 1989), Eishockeyspielerin
- Henri Kontinen (* 1990), Tennisspieler
- Annika Kukkonen (* 1990), Fußballspielerin und -trainerin

#### 1991 bis 2000
- Alexander Ring (* 1991), Fußballspieler
- Nikolai Alho (* 1993), Fußballspieler
- Markus Hännikäinen (* 1993), Eishockeyspieler
- Käärijä (* 1993), Rapper, Sänger und Songwriter
- Petteri Lindbohm (* 1993), Eishockeyspieler
- Erkki Savolainen (1917–1993), Boxer
- Nora Heroum (* 1994), Fußballspielerin
- Robert Ivanov (* 1994), Fußballspieler
- Tuomas Kaukolahti (* 1994), Dreispringer
- Kalle Koljonen (* 1994), Badmintonspieler
- Esa Lindell (* 1994), Eishockeyspieler
- Joel Pohjanpalo (* 1994), Fußballspieler
- Robert Taylor (* 1994), Fußballspieler
- Teuvo Teräväinen (* 1994), Eishockeyspieler
- Juulia Turkkila (* 1994), Eiskunstläuferin
- Carljohan Eriksson (* 1995), Fußballspieler
- Ville Husso (* 1995), Eishockeytorwart
- Kevin Lankinen (* 1995), Eishockeytorwart
- Sebastian Dahlström (* 1996), Fußballspieler
- Senni Salminen (* 1996), Leichtathletin
- Julia Tunturi (* 1996), Fußballspielerin
- Henrik Borgström (* 1997), Eishockeyspieler
- Daniela Öhman (* 1997), Volleyballspielerin
- Leo Väisänen (* 1997), Fußballspieler
- Aapo Halme (* 1998), Fußballspieler
- Olli Juolevi (* 1998), Eishockeyspieler
- Lotta Kemppinen (* 1998), Leichtathletin
- Nella Korpio (* 1999), Skirennläuferin
- Loreta Kullashi (* 1999), Fußballnationalspielerin
- Viivi Lehikoinen (* 1999), Leichtathletin
- Viveca Lindfors (* 1999), Eiskunstläuferin
- Emil Ruusuvuori (* 1999), Tennisspieler
- Ronja Grönblom (* 2000), Seglerin
- Mikael Jantunen (* 2000), Basketballspieler
- Olivier Nkamhoua (* 2000), Basketballspieler
- Emma Nopanen (* 2000), Schauspielerin

### 21. Jahrhundert

#### 2001 bis 2010
- Noah Pallas (* 2001), Fußballspieler
- Casper Terho (* 2003), Fußballspieler
- Luka Hyryläinen (* 2004), Fußballspieler
- Jimi Tauriainen (* 2004), Fußballspieler
- Jaaso Jantunen (* 2005), Fußballtorhüter

## Personen mit Bezug zu Helsinki

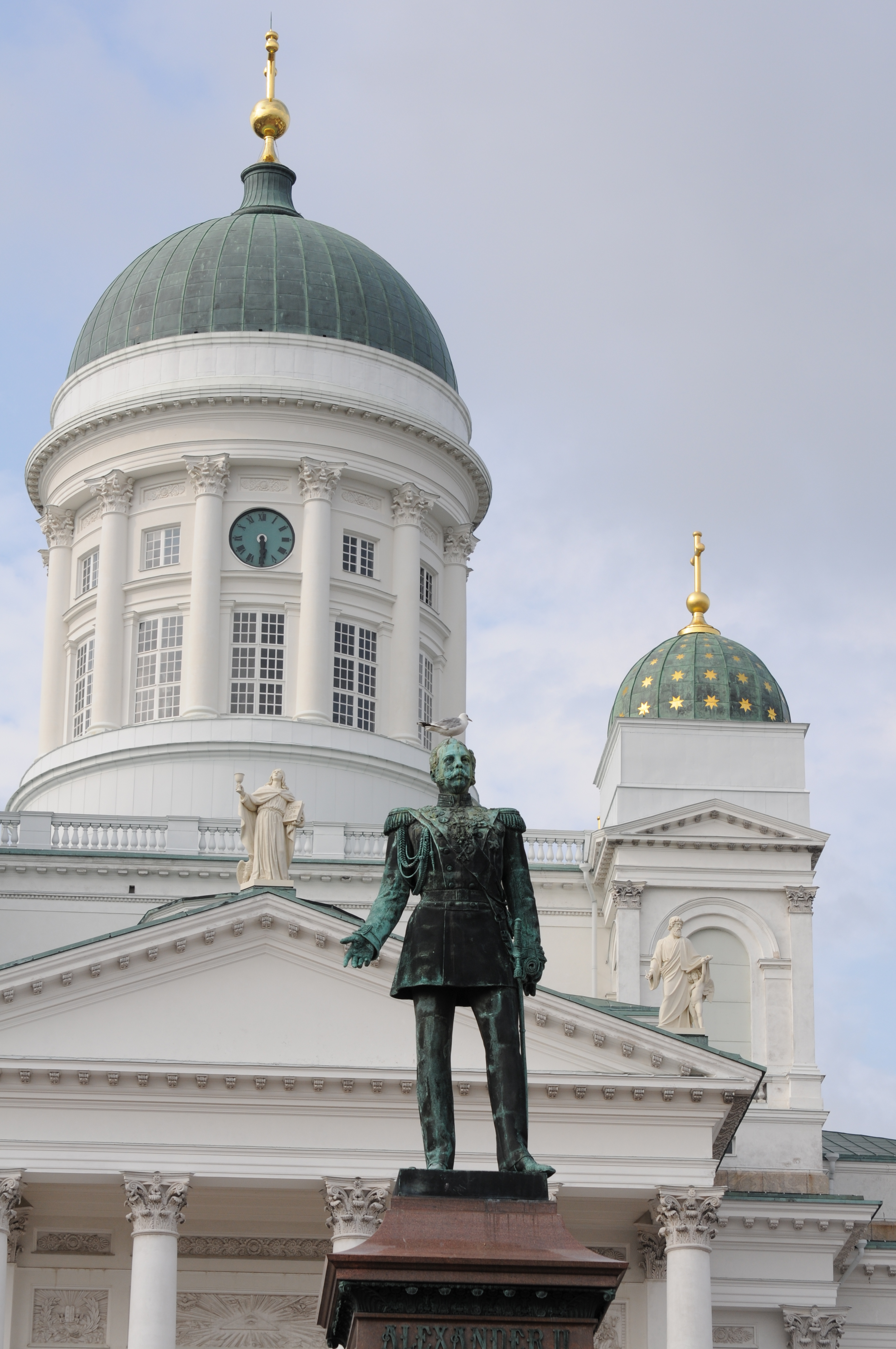
Statue Zar Alexander II. vor der Kathedrale

- Fredrika Charlotta Runeberg (1807–1879), finnlandschwedische Schriftstellerin
- Alexander II. (1818–1881), russischer Zar, beseitigte Wirtschaftsbeschränkungen und belebte die Wirtschaft Finnlands
- Jully Ramsay (1865–1919), Genealogin
- Tor Carpelan (1867–1960), Genealoge
- Väinö Raitio (1891–1945), Komponist
- Kalervo Tuukkanen (1909–1979), Komponist
- Bengt Ahlfors (* 1937), finnlandschwedischer Autor, Regisseur, Dramatiker und Komponist
- Pentti Kirstilä (1948–2021), Autor von Kriminalromanen
- Kari Hotakainen (* 1957), Schriftsteller
- Aki Kaurismäki (* 1957), Regisseur
- Rosa Liksom (* 1958), Schriftstellerin, Künstlerin und Filmemacherin
- Eija-Liisa Ahtila (* 1959), Filmemacherin und Videokünstlerin
- Sylvia Eckermann (* 1962), österreichische Medienkünstlerin
- Robert Bär (* 1964), deutscher Musikpädagoge an der DSH (Jugend musiziert)
- Marco Hietala (* 1966), Bassist und Sänger
- Marina Meinander (* 1967), Dramaturgin